# Jean Dolabella
Jean Dolabella (Uberaba, Minas Gerais, 14 de mayo de 1978) es el exbaterista de la banda brasileña de thrash metal Sepultura. Sustituyó a Igor Cavalera en 2006. Es un exmiembro de la banda Udora.

## Biografía
Jean Dolabella sustituyó a Igor Cavalera tras su partida de Sepultura en 2006. Fue miembro de la banda de post-grunge y rock alternativo Udora desde 1997 hasta 2006, además de ser profesor de batería en Brasil hasta 2003.

## Discografía
- Udora - Diesel (2000)
- Udora - Liberty Square (2005)
- Andreas Kisser - Hubris I & II (2009)
- Sepultura - A-Lex (2009)
- Sepultura - Kairos (2011)

- Datos: Q3045270
- Multimedia: Jean Dolabella / Q3045270